# 1218 en santé et médecine
| Années de la santé et de la médecine : 1215 - 1216 - 1217 - 1218 - 1219 - 1220 - 1221    |
| Décennies de la santé et de la médecine : 1180 - 1190 - 1200 - 1210 - 1220 - 1230 - 1240 |

Cet article présente les faits marquants de l'année 1218 en santé et médecine.

## Divers

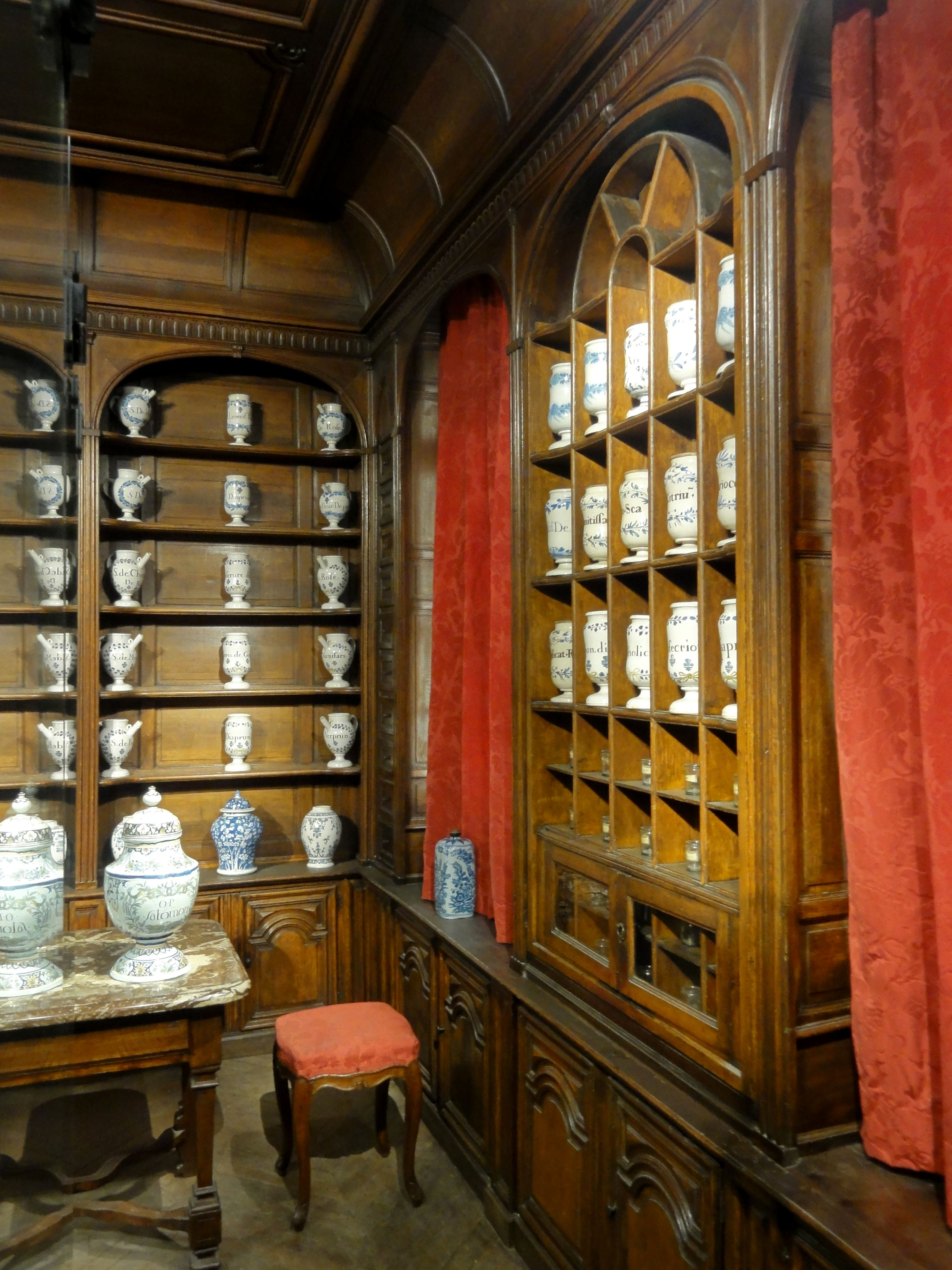
Pharmacie
de l'ancien hôtel-Dieu
de Saint-Denis
(Musée d'art et d'histoire)

- Le scorbut fait des ravages parmi les assiégeants de Damiette[1].
- Le premier établissement hospitalier de Bourges, fondé vers 580 et qui deviendra « Grand Hôtel-Dieu » en 1484, prend le nom de « Domus infirmorum bituricensis », littéralement : « Maison des infirmes de Bourges[2] ».
- La congrégation des hospitaliers de Saint-Antoine est constituée en ordre religieux[3].
- 1218-1223[4] : lié depuis 1214 par ses fonctions d’archiatre, le médecin et chirurgien Hugues de Lucques (it) accompagne les troupes envoyées par Bologne en Terre sainte[5].

## Fondations
- Dans son royaume de León, Alphonse IX, en accordant aux écoles capitulaires de la ville le titre de studium generale, fonde l'université de Salamanque, où la médecine figure parmi les onze chaires spécialisées[6].
- Odon, abbé de Saint-Vaast d'Arras, fonde à Haspres une maison construite « pour y soigner les malades[7] ».
- Première mention de l'hôtel-Dieu de Saint-Denis[8].
- Sous l'impulsion de Domenico Vernagalli (it), fondation de l'hôpital des Enfants-trouvés de Pise (spedale dei Trovatelli), rattaché au monastère des Calmadules[9].
- Fondation à Florence en Toscane de l'hôpital San Gallo (it), voué par son fondateur, Guidalotto di Volto dell'Orco, à l'accueil des pèlerins et des pauvres[10].
- Fondation de l'hôpital du Ceppo à Pistoie en Toscane[11].
- Fondation de l'hôpital Saint-Jean-Baptiste (Hospital of St. John the Baptist) à Lutterworth dans le Leicestershire en Angleterre[12].
- Fondation d'un hôpital par Richard de Argentein dans l'actuelle paroisse civile de Wymondley dans le Hertfordshire en Angleterre[13].
- Fondation d'un hôpital à Kersey dans le Suffolk en Angleterre[14].
- 1218-1221 : fondation à Côme en Lombardie de l'hôpital San Vitale, destiné à recevoir les pauvres et les infirmes[15].

## Décès
- Jayavarman VII (né entre 1120 et 1125), roi bouddhiste de l'Empire khmer, au cours du règne duquel « de nombreuses stèles de fondation d'hôpital attestent du développement de la médecine ayurveda[16] ».